# Салтикови
Салтикови — давній російський дворянський, графський і князівський рід. З 1682 року рід занесений в Бархатну книгу. 

## Походження та дворянський рід
За Бархатною книгою родоначальником родом був Михайло Гнатович Морозов-Салтик, який був нащадком Михайла Прушанина, соратника Олександра Невського. Михайло мав двох синів: Василь — московський воєвода, учасник московсько-литовських воєн, у 1518 році обороняв Опочку від литовського війська князя Костянтина Острозького; Андрій (помер у 1522) — оружничий князя Василя III, учасник московсько-литовських воєн. Сини Андрія Михайловича Яків і Лев стали бояринами за правління Івана IV Грозного. 
Під час Смутного часу боярин Михайло Глібович Салтиков Кривий підтримував Лжедмитрія I та польського королевича Владислава як кандидатів на московський престол, у 1611 році перебрався у Річ Посполиту де заснував польську гілку роду — Салтики. Його син Іван у 1611 році був посаджений на палю повсталими новгородцями. 
Дочка боярина Федора Петровича Салтикова (помер у 1697 році) Парасковія Федорівна була дружиною царя Івана V і матір'ю імператриці Анни Іванівни. 
Інша гілка роду походить від Михайла Михайловича Салтикова (помер у 1608 році), який був свояком Федора Микитовича Романова, батька царя Михайла Федоровича. Його син Михайло Михайлович (помер у 1671 році) був боярином і казанським воєводою. Петро Михайлович Салтиков (помер у 1690 році) був троюрідним братом царя Олексія Михайловича і мав на нього великий вплив. Син Петра Федір був убитий стрільцями у 1682 році, а внук Василь став генерал-поліцмейстером. 

## Графський рід
У 1730 році імператриця Анна Іванівна присвоїла графський титул своєму дядьку Василю Федоровичу (брат Парасковії Федорівни). Але оскільки він помер бездітним, то в 1732 році імператриця присвоїла графський титул Семену Андрійовичу Салтикову і його сину Петру. Останнім представником цієї гілки був чиновник Лев Салтиков, який помер у 1942 році. 

## Князівський рід
У 1814 році імператор Олександр I присвоїв князівський титул голові Кабінету міністрів графу Миколі Івановичу Салтикову. Ця гілка роду вигасла в 1941 році. 

## Найвідоміші представники
- Михайло Глібович Салтиков (помер бл. 1621 р.) — московський боярин, активний діяч Смутного часу, з 1611 року — на службі Речі Посполитої.
- Парасковія Федорівна Салтикова (1664 – 1723) — дружина царя Івана V, мати імператриці Анни Іванівни.
- Семен Андрійович Салтиков (1672 – 1742) — генерал-аншеф.
- Петро Семенович Салтиков (1698 – 1773) — генерал-фельдмаршал, полководець часів Семирічної війни, московський генерал-губернатор.
- Іван Петрович Салтиков (1730 – 1805) — генерал-фельдмаршал, київський та московський генерал-губернатор.
- Микола Іванович Салтиков (1736 – 1816) — генерал-фельдмаршал, вихователь імператора Олександра I.